# Мирзоая
Мирзоая (рум. Mîrzoaia) — село у Ніспоренському районі Молдови. Входить до складу комуни, адміністративним центром якої є село Юрчень.

## Населення
За даними перепису населення 2004 року у селі проживали 86 осіб, усі — молдавани.